# هیدئو ساسایاما
هیدئو ساسایاما (انگلیسی: Hideo Sasayama؛ زادهٔ ۹ ژانویهٔ ۱۹۶۶) کشتی‌گیر اهل ژاپن بود. وی در مسابقات بازی‌های المپیک تابستانی ۱۹۹۶ حضور داشت. 